# Radfernweg Thüringer Städtekette
Der Radfernweg Thüringer Städtekette verbindet die als Thüringer Städtekette bezeichnete gedachte Verbindungslinie der sechs größten Städte Thüringens.

## Streckenverlauf

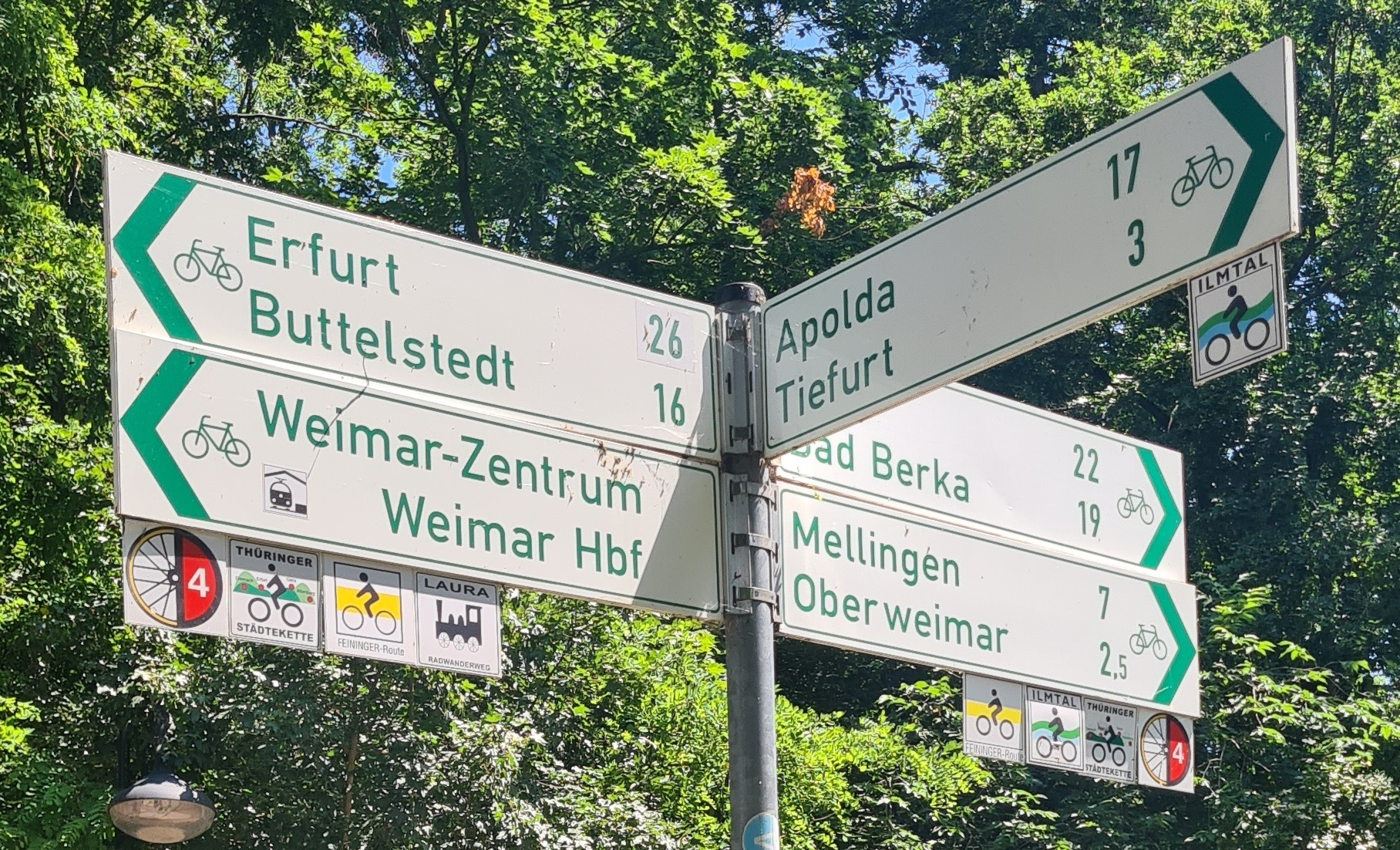
Wegweiser Knotenpunkt für Radfernwege in Weimar an der Kegelbrücke (Thüringer Städtekette Radweg, Ilmtal-Radweg, Feininger-Radweg, Laura-Radweg)

Der Radweg führt auf einer Länge von rund 240 Kilometer von West nach Ost, zwischen Creuzburg an der Werra an der Landesgrenze zu Hessen und dem Bahnhof der Skatstadt Altenburg an der Landesgrenze zu Sachsen. Zwischen Hörschel und Posterstein ist die Städtekette Teil der Mittelland-Route (D4).

### Orte und Sehenswürdigkeiten
- Creuzburg an der Werra; Werra-Radweg
- Hörschel; Kreuzung mit Rennsteig-Höhenwanderweg und Rennsteig-Radwanderweg
- Eisenach
- Wutha-Farnroda
- Sättelstädt
- Mechterstädt an der Hörsel
- Laucha an der Laucha
- Hörselgau
- Leina an der Leina
- Gotha
- Günthersleben
- Wechmar
- Mühlberg an der Mühlburg, eine der Drei Gleichen
- Wandersleben am Fluss Apfelstädt
- Apfelstädt
- Neudietendorf
- Möbisburg-Rhoda; Gera-Radweg
- Erfurt, Landeshauptstadt an der Gera; Kreuzung mit Gera-Radweg
- Azmannsdorf
- Vieselbach am Vieselbach
- Niederzimmern
- Hopfgarten
- Weimar; Kreuzung mit Ilmtal-Radweg
- Mellingen
- Lehnstedt
- Großschwabhausen
- Remderoda
- Jena; Kreuzung mit Saale-Radweg
- Rutha
- Zöllnitz
- Laasdorf
- Gernewitz bei Stadtroda
- Stadtroda an der Roda
- Dorna bei Quirla
- Bollberg
- Schleifreisen
- Hermsdorf
- Bad Klosterlausnitz
- Weißenborn
- Eisenberger Mühltal
- Rauda
- Hartmannsdorf
- Tauchlitz
- Silbitz; bis Gera folgt der Radwanderweg nun der Weißen Elster
- Caaschwitz
- Bad Köstritz
- Gera; Kreuzung mit Elster-Radweg
- Ronneburg
- Posterstein
- Nöbdenitz
- Lohma
- Burkersdorf
- Schmölln
- Großstöbnitz
- Saara
- Selleris
- Mockern
- Altenburg an der Pleiße

## Streckenprofil
Der Radfernweg besitzt überwiegend recht flaches Profil und führt zum großen Teil auf gut ausgebauten asphaltierten Nebenstraßen und Feldwegen. Allerdings ist er in einigen Abschnitten noch nicht vollständig ausgebaut, auch ist die Ausschilderung stellenweise noch unzureichend.